# اورانژ، ووکلوز
شهر اورانژ، ووکلوز (به فرانسوی: Orange, Vaucluse) در شهرستان وکلوز در ناحیه پروانس آلپ-کوت دازور با جمعیت ۲۹٬۸۵۹ نفر در کشور فرانسه واقع شده‌است